# Верховний суд Латвії

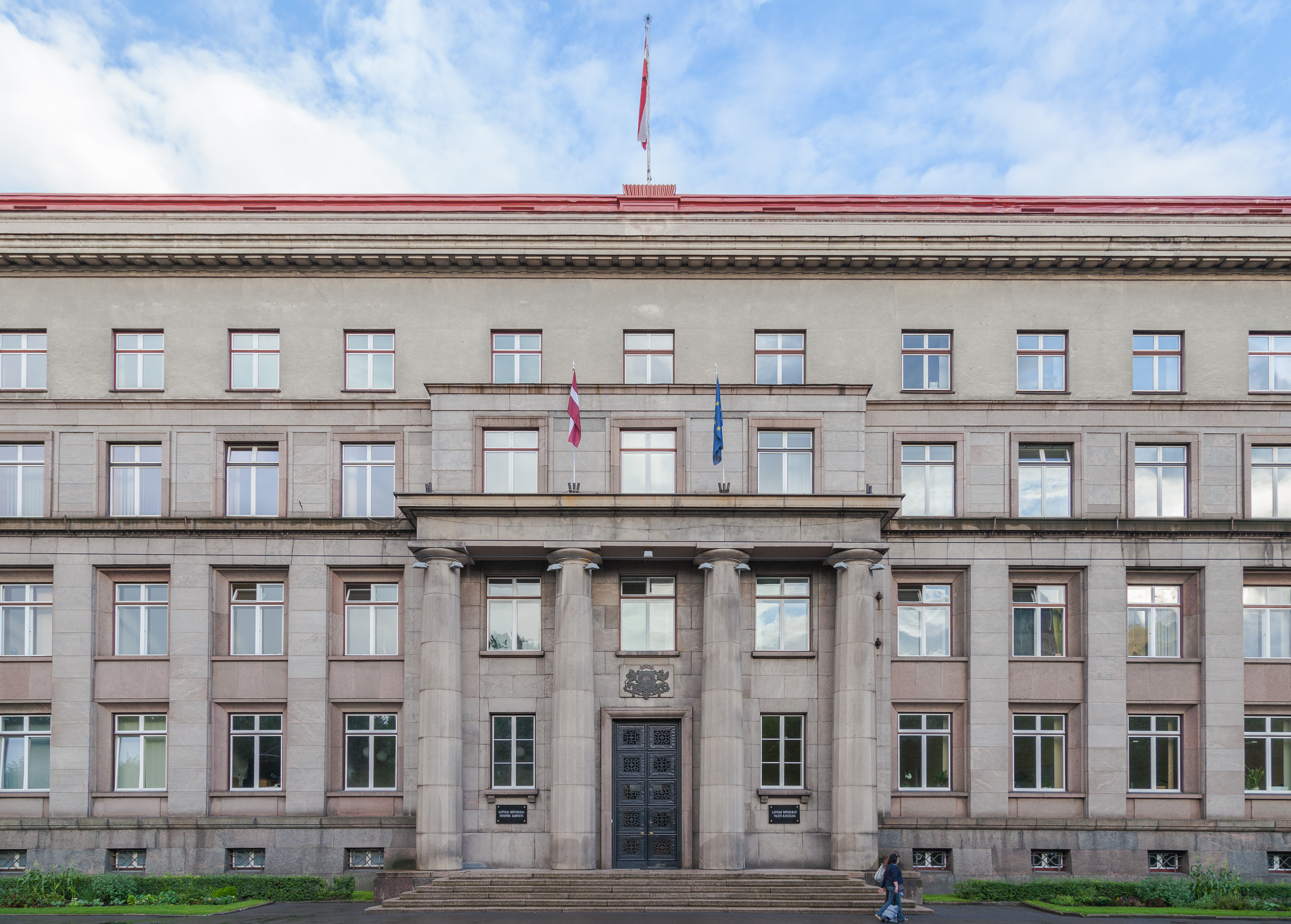
Будівля Уряду та Верховного суду Латвії

Верховний суд Латвії — вища ланка судової системи Латвії. Складається з трьох департаментів. Судді призначаються Сеймом на невизначений термін (займають посаду до досягнення віку в 70 років, можливі винятки — до 75 років). Голова ВС (на середину 2016 року — Іварс Бичковічс) затверджується Сеймом за поданням пленуму ВС.

## Пленум
Пленум — загальні збори суддів ВС. Висуває кандидата на посаду голови Верховного суду, висуває кандидатів на два місця суддів Конституційного суду, обирає одного з членів Центрвиборчкому. Обирає голів департаментів. Мають право обговорювати питання інтерпретації норм права, давати висновок про наявність підстави для звільнення з посади голови ВС і генерального прокурора.

## Департаменти
Департаменти Верховного суду є головним чином судом касаційної (зазвичай — третьої) інстанції, а по деяких справах — судом першої і єдиної інстанції. Існують три департаменти — Департамент по цивільних справах, Департамент по кримінальних справах і Департамент по адміністративних справах.